# Lego Nexo Knights
Lego Nexo Knights  er en produktlinje produceret af den danske legetøjskoncern LEGO. Serien er en blanding af middelalder/fantasy og science fiction. Den blev lanceret samtidig med en tegnefilmserie på Cartoon Network, der havde premiere i december 2015. Tv-serien kørte i fire sæsoner.

## Sæt
2016
- 70310 Knighton Disc Launchers
- 70311 Chaos Catapult
- 70312 Lance's Mecha Horse
- 70313 Moltor's Lava Launcher
- 70314 Beast Master's Chaos Chariot
- 70315 Clay's Rumble Blade
- 70316 Jestro's Evil Mobile
- 70317 Fortrex
- 70324 Merlok's Library 2.0
- 70325 Infernox captures the Queen
- 70327 The King's Mech

Ultimate
- 70330 Ultimate Clay
- 70331 Ultimate Macy
- 70332 Ultimate Aaron
- 70333 Ultimate Robin
- 70334 Ultimate Beast Master
- 70335 Ultimate Lavaria

Polybags
- 30371 Knight's Cycle
- 30372 Robin's Mini Fortrex
- 30373 Knighton Hyper Cannon
- 30374 The Lava Slinger

August 2016
- 70318 The Glob Lobber
- 70319 Macy's Thunder Mace
- 70320 Aaron Fox's Aero-Striker V2
- 70321 General Magmar's Siege Machine of Doom
- 70322 Axl's Tower Carrier
- 70323 Jestro's Volcano Lair
- 70326 The Black Knight mech
- 70336 Ultimate Axl
- 70337 Ultimate Lance
- 70338 Ultimate General Magmar
- 70339 Ultimate Flama